# WesBanco Arena
La WesBanco Arena (anciennement Wheeling Civic Center) est une salle multi-usages de la ville de Wheeling de la Virginie-Occidentale.
Elle a été construite en 1975 et accueille les équipes des Nailers de hockey sur glace de l'ECHL.
La salle peut également être utilisée pour des congrès, des spectacles, des concerts ou autres.
La surface de la salle est de 2 000 m2 auxquels peuvent se rajouter 650 m2 de salles de réunions.